# Smilax bracteata
Smilax bracteata är en enhjärtbladig växtart som beskrevs av Karel Presl. Smilax bracteata ingår i släktet Smilax och familjen Smilacaceae. Inga underarter finns listade.

## Bildgalleri

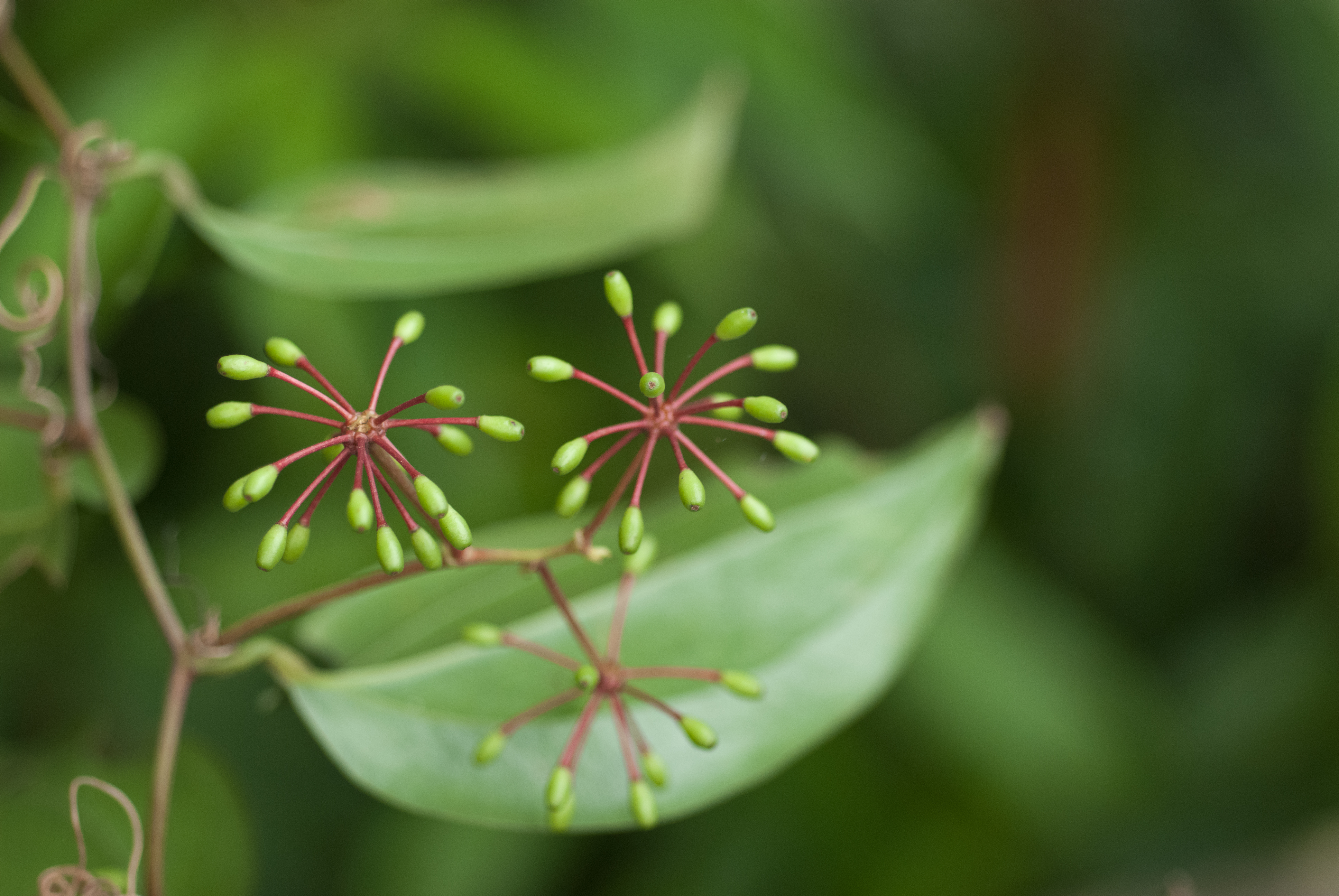